# Hydrodessus amazonensis
Hydrodessus amazonensis är en skalbaggsart som beskrevs av Spangler 1966. Hydrodessus amazonensis ingår i släktet Hydrodessus och familjen dykare. Inga underarter finns listade i Catalogue of Life.